# Erichto
(Dante Alighieri, Inferno IX, 23-24)

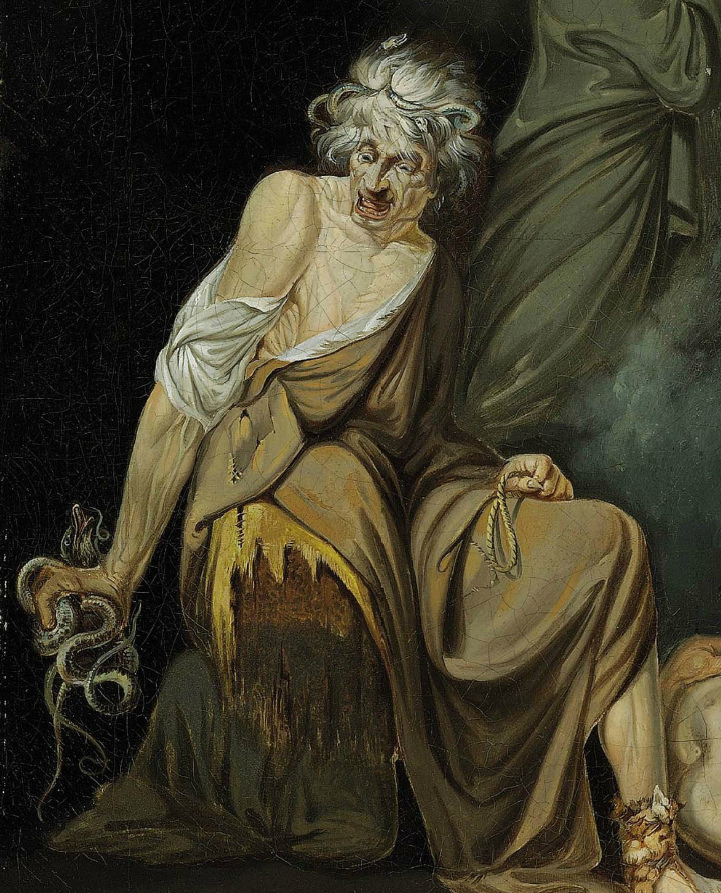
Erichtho di John Hamilton Mortimer

Erichto o Erichtho o Eritone o Eritto è un personaggio della Pharsalia di Lucano.
Secondo il testo latino, Erichto era una famosa maga della Tessaglia che abitava in un sepolcreto, specializzata nella necromanzia. A lei si rivolgevano coloro che volevano sapere il futuro, poiché essa, in cambio di enormi somme di denaro o di particolari sacrifici, poteva far rivivere i morti, i quali conoscevano il futuro.
Predisse per esempio a Sesto Pompeo l'esito della battaglia di Farsalo, facendo rivivere un soldato appena caduto. La pratica è descritta da Lucano con dettagli macabri e cruenti: gli elementi che la donna inserisce nel cadavere, la preghiera alle divinità orride della morte, come il corpo gelido e sbrindellato del soldato morto nel quale l'anima non vuole rientrare, le minacce di Erichtho al soldato o ad altre creature mostruose come Medusa.
Dante, che peraltro cita spesso Lucano, la nomina nel Canto IX dell'Inferno quale responsabile della prima discesa di Virgilio nell'Inferno (quella con Dante sarebbe stata quindi la seconda). Si tratta di un'invenzione del poeta fiorentino, che usa questo stratagemma per dare alla sua guida quella conoscenza necessaria per accompagnarlo nel difficile viaggio tra i dannati.
Johann Wolfgang von Goethe la cita nella sua opera Faust II (vv.7005 - 7039)